# Ateneo de Caracas
El Ateneo de Caracas es una institución privada sin fines de lucro, dedicada a la expresión y formación artística. Está ubicada en la avenida La Salle, al noreste de la capital venezolana de Caracas.

## Historia
Con la intención de impulsar el arte, la cultura y el pensamiento político en Venezuela la compositora María Luisa Escobar, junto a la actriz Eva Mondolfi, Ana Cristina Medina, el escritor Rómulo Gallegos, el pintor Carlos Otero, el músico Vicente Emilio Sojo, la escritora Teresa de la Parra, el escritor Fernando Paz Castillo y María Teresa Castillo fundaron el Ateneo de Caracas el 8 de agosto de 1931 institución que dirigió hasta 1943. El Ateneo de Caracas empezó a funcionar durante la dictadura de Juan Vicente Gómez en el centro de la ciudad, entre las esquinas de Marrón a Cují en la parroquia Catedral. En 1942 trasladaron su sede a la esquina Las Mercedes de la parroquia Altagracia, y en 1958 a una casa frente a la plaza Morelos. 
El crecimiento de esta institución se vio plasmado cuando el gobierno del presidente Luis Herrera Campins le entregó el 4 de marzo de 1983 por medio del Centro Simón Bolívar en calidad de comodato por 26 años el edificio Ateneo de Caracas diseñado especialmente para la institución por el arquitecto Gustavo Legórburu, el cual ganaría Premio Nacional de Arquitectura de ese año.
En el año 2003, como parte de las actividades culturales de la institución, nació la emisora Ateneo 100.7 FM. 
En enero de 2009, el Gobierno de Venezuela presentó carta de desalojo al Ateneo de Caracas, medida que toma el Gobierno bajo el argumento de "garantizar al público en general caraqueño el disfrute de sus espacios sin obtener beneficios económicos". Sin embargo varias organizaciones de la sociedad civil en Venezuela se pronunciaron en contra de dicha decisión, tomando en cuenta que la institución representa una referencia del arte, el teatro, la literatura, el cine, entre otras actividades culturales a nivel nacional e internacional.
Para septiembre de 2009, el Ateneo de Caracas anunció el inicio de su programación cultural fuera de sede, con el apoyo de otras organizaciones culturales; tras conocerse que el régimen de Hugo Chávez no renovaría el comodato del edificio que ocupaba.
En 2021 la Escuela de Cine y Televisión (ESCINETV) se trasladó también al edificio del Ateneo de Caracas de la avenida La Salle, el cual comparten actualmente.